# 大黃豹天蠶蛾
大黃豹天蠶蛾（学名：Loepa mirandula）为天蠶蛾科黃豹天蠶蛾屬下的一个种。